# В мире весёлых
«В мире весёлых» — третий студийный альбом российской певицы Zivert, выпущенный 27 октября 2023 года.

## Об альбоме
Исполнительница в новом альбоме решила отказаться от традиционного винтажного звучания в угоду танцевального «авангардного попа с щепоткой гротеска». Также певица рассказала, что она приняла самое активное участие в создании текстов и музыки пластинки, полностью раскрыв свой авторский потенциал. «Все, кто уже послушал альбом, отмечают особую женскую энергию, которую несут в себе новые песни. Для меня это самый ценный комплимент, поскольку через музыку я выражаю внутренние переживания и в неё же закладываю новые смыслы», — заявила Zivert. Альбом был придуман и записан на Бали.
31 января 2024 года состоялась премьера документального фильма «Zivert в мире весёлых», в котором рассказывается об истории создания альбома, а также о событиях предшествовавших записи. Режиссёр фильма — Азат Григорян.

## Отзывы
| Оценки критиков | Оценки критиков |
| Источник        | Оценка          |
| --------------- | --------------- |
| InterMedia      | 8/10            |

В издании The Flow написали: «Zivert называет альбом экспериментом и авангардом в мире поп-музыки. Те, кто слушает авангардную и экспериментальную музыку пожмут плечами, но в её контексте дела обстоят именно так. „В мире весёлых“ уводит Zivert немного в мир африканских перкуссий, в мир диско-хауса, джази-хауса, нью-йоркского гараж-хауса из 80-х и хауса с вокалом в духе песни Moloko „Sing It Back“. Это осторожный эксперимент: Zivert словно стремится не спугнуть хардкорного слушателя и честно говорит, что адаптирует всё это под местного слушателя. Но похоже, что она искренне чувствует себя в этом образе дивы из нью-йоркского клуба». Илья Резаков в обзоре для Kreativ Magazine назвал альбом главным музыкальным сокровищем этой осени. Илья Легостаев из газеты Московский комсомолец посчитал, что если певица ставила задачу показать себя с новой стороны, а может быть, удивить или сбить с толку, то со свежим материалом у неё это неплохо получилось. Рецензент InterMedia Алексей Мажаев отметил, что «поток», приносивший Юлии новые песни, вполне мог оказаться потоком сознания, который требовал некоторой фильтрации, поскольку альбом кажется длинноватым, а уловить концепцию в этом расслабляющем диско-фанке затруднительно.

## Список композиций
| №                   | Название                 | Автор(ы)                                                       | Длительность |
| ------------------- | ------------------------ | -------------------------------------------------------------- | ------------ |
| 1.                  | «Место»                  | Юлия Зиверт, Богдан Леонович, Аркадийс Котковс                 | 3:36         |
| 2.                  | «Бери и беги»            | Юлия Зиверт, Богдан Леонович, Аркадийс Котковс                 | 3:31         |
| 3.                  | «Мятные поцелуи»         | Юлия Зиверт, Богдан Леонович, Аркадийс Котковс                 | 3:22         |
| 4.                  | «Очень одна»             | Юлия Зиверт, Аркадийс Котковс, Богдан Леонович                 | 3:06         |
| 5.                  | «Счастье»                | Кирилл Ермаков, Юлия Зиверт, Богдан Леонович                   | 4:23         |
| 6.                  | «Над крышами»            | Кирилл Ермаков, Юлия Зиверт, Богдан Леонович, Рита Акмалова    | 3:29         |
| 7.                  | «Любовь»                 | Кирилл Ермаков, Юлия Зиверт, Богдан Леонович, Аркадийс Котковс | 4:28         |
| 8.                  | «Джин»                   | Моритту Гйада, Кирилл Ермаков, Юлия Зиверт, Богдан Леонович    | 3:21         |
| 9.                  | «Джокер»                 | Юлия Зиверт, Аркадийс Котковс                                  | 3:06         |
| 10.                 | «Думай думай»            | Кирилл Ермаков, Юлия Зиверт, Аркадийс Котковс                  | 3:20         |
| 11.                 | «Птицы летят за музыкой» | Юлия Зиверт, Богдан Леонович, Аркадийс Котковс                 | 3:00         |
| 12.                 | «На свет»                | Юлия Зиверт, Богдан Леонович, Аркадийс Котковс                 | 3:44         |
| 13.                 | «Карма-киллер»           | Юлия Зиверт, Богдан Леонович, Аркадийс Котковс                 | 4:30         |
| 14.                 | «Выживут человеки»       | Юлия Зиверт, Богдан Леонович, Кирилл Ермаков                   | 3:52         |
| Общая длительность: | Общая длительность:      | Общая длительность:                                            | 50:48        |